# Lesnoj (rejon isilkulski)
Lesnoj (ros. Лесной) – osiedle w Rosji, w obwodzie omskim, w rejonie isilkulskim. W 2010 liczyło 1189 mieszkańców.